# Corbu (Dondușeni)
Corbu è un comune della Moldavia situato nel distretto di Dondușeni di 1.619 abitanti al censimento del 2004